# هرتا مولر
هرتا مولر (به آلمانی: Herta Müller) (زاده ۱۷ اوت ۱۹۵۳) نویسنده، شاعر و مقاله‌نویس رومانیایی‌تبار آلمانی است که سال ۲۰۰۹ برنده جایزه نوبل ادبیات شد.

## زندگی
مولر سال ۱۹۵۳ در یک روستای آلمانی‌زبان در غرب رومانی به دنیا آمد و خانواده‌اش جزو اقلیت آلمانی کشور رومانی بود. مادرش پس از جنگ جهانی دوم توسط نیروهای نظامی شوروی به اردوگاه کار اجباری اعزام شد.
پدربزرگش زمانی کشاورز و تاجر ثروتمندی بود که دارایی‌اش به دست حکومت کمونیستی رومانی ضبط شد.
پدرش نیز زمان جنگ جهانی دوم از اعضای گروه اس اس وافن بود و در دوره حکومت کمونیست‌ها از طریق رانندگی کامیون امرار معاش می‌کرد.
مولر به دلیل عدم همکاری با پلیس مخفی حکومت نیکلای چائوشسکو در دهه ۱۹۷۰ شغل معلمی خود را از دست داد. سال ۱۹۷۶ او در یک کارخانه صنعتی کار مترجمی می‌کرد.
اما به دلیل خودداری از همکاری با پلیس مخفی رژیم کمونیستی رومانی اخراج شد. اولین مجموعه داستان کوتاه او سال ۱۹۸۲ به زبان آلمانی منتشر شد که در رومانی سانسور شد.
اولین آثار مولر به صورت قاچاق به بیرون از رومانی برده می‌شد تا زمینه انتشار آن‌ها فراهم شود.

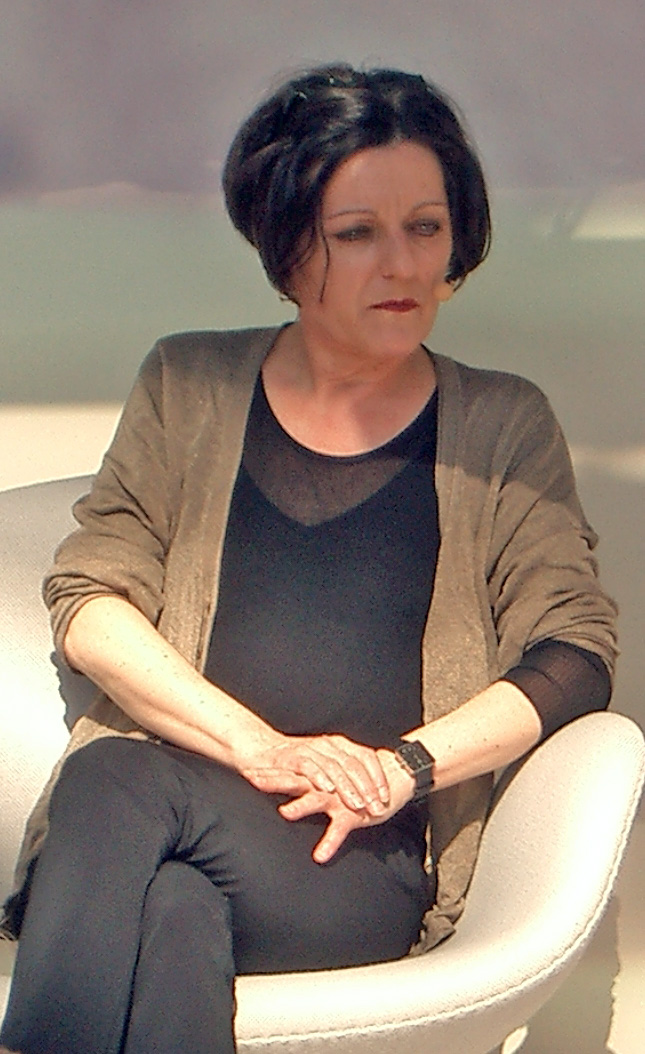
۲۰۰۷

او سال ۱۹۸۷ به آلمان مهاجرت کرد. پیش از مهاجرت در دو رشته زبان آلمانی و ادبیات رومانیایی تحصیل کرده بود. مولر در آلمان به تدریس در دانشگاه پرداخت و از سال ۱۹۹۷ عضو آکادمی زبان آلمان شد.

## هراس از دیکتاتوری
مولر به دلیل عدم همکاری با سرویس امنیتی رومانی در زمان حکومت چائوشسکو بارها به مرگ تهدید شده بود.
او بعد از دریافت جایزه نوبل ادبیات در شهر لایپزیگ در سخنانی گفت هنگام نوشتن اولین کتاب‌های خود مجبور بوده است با ویراستار آلمانی‌اش در جنگل‌های دورافتاده دیدار کند تا کسی نتواند گفتگوی آن‌ها را بشنود.
مولر همچنین گفته بود «یکی از شیوه‌های سرکوب و ارعاب پلیس امنیتی رومانی این بود که مرا مجبور کنند تا مدرکی را امضا کنم که نشان می‌داد خبرچین و همکار دستگاه امنیتی کشور هستم.»

## جایزهٔ نوبل ادبیات
سال ۲۰۰۹ کمیته نوبل ادبیات اعلام کرد «نوبل ادبیات به هرتا مولر تعلق می‌گیرد، کسی که با تمرکز بر شعر و نثر ساده دورنمای زندگی کسانی را که زندگی‌شان مصادره شده به تصویر کشیده است.»
اما اعطای نوبل ادبیات به این نویسنده آلمانی، تقریباً هم‌زمان با بیستمین سالگرد فروریختن دیوار برلین صورت گرفت و بسیاری از رسانه‌های آلمان نسبت به آن واکنش مثبت نشان دادند.
روزنامهٔ وست‌دویچه الگماینه نوشت «باید به ارزش سیاسی این جایزه هم پی برد، چون هرتا مولر یک نویسنده سیاسی است. او با نوشتن تجربیاتش از زندگی در نظام دیکتاتوری، حسرت برای آزادی را به موضوعات زندگی تبدیل کرده و با این کار راه هاینریش بل و گونتر گراس را ادامه می‌دهد.»

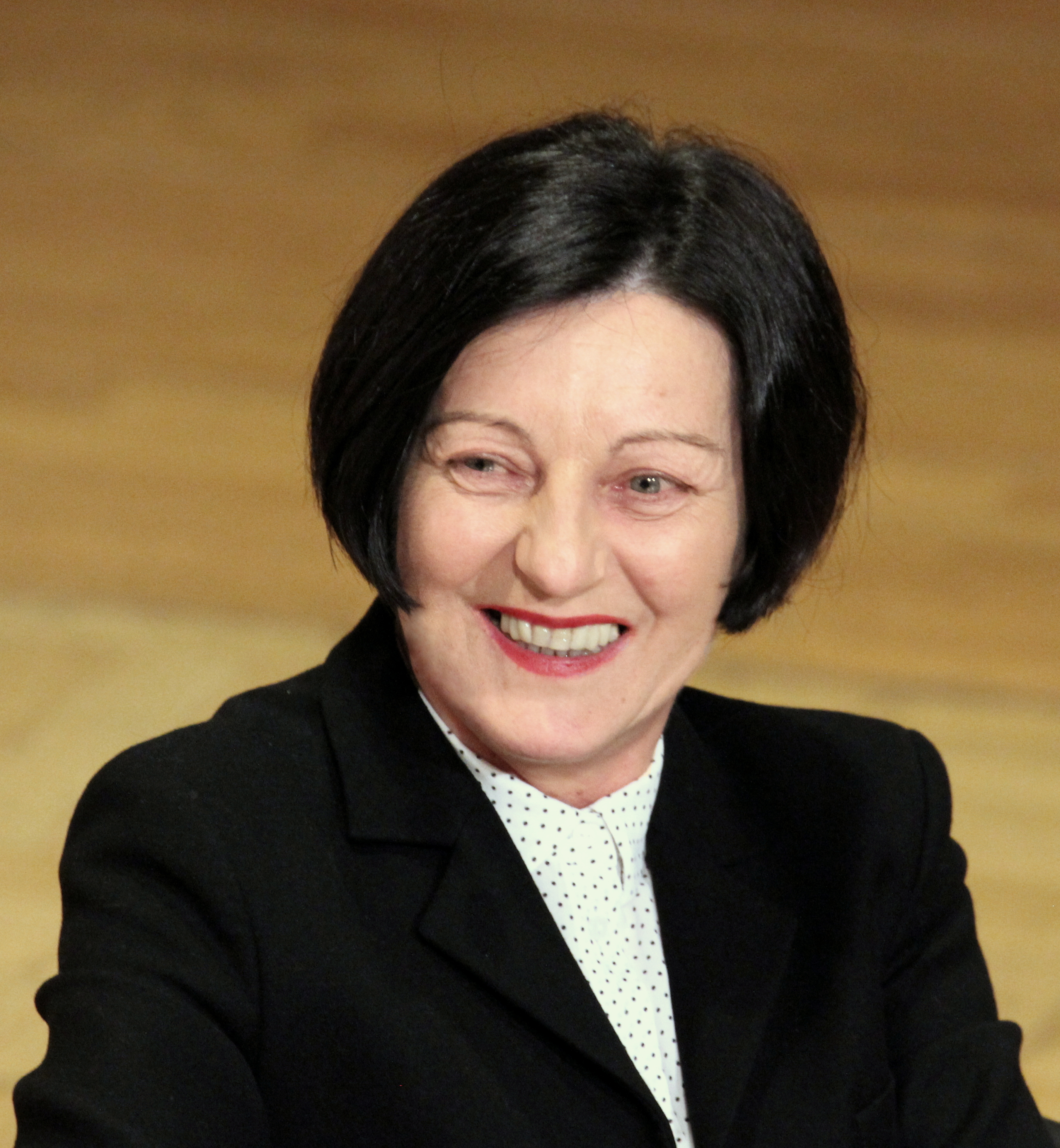
۲۰۱۶

سخنگوی هیئت داوران جایزه نوبل در سخنانی از مولر به خاطر مقاومت شجاعانه او در برابر دیکتاتوری کمونیستی رومانی قدردانی کرد. او گفت «مولر از مسائلی حیاتی سخن می‌گوید که ارزش مبارزه دارند.»

## جوایز ادبی
مولر از سال ۱۹۸۱ ده‌ها جایزه ادبی برای نوشتن رمان‌ها و آثار خود به دست آورد که مهم‌ترین آن‌ها عبارتند از:
- جایزه فرانتس کافکا، ۱۹۹۹
- جایزه بنیاد کنراد آدناوئر، ۲۰۰۴
- جایزه نوبل ادبیات ۲۰۰۹

## آثار
از هرتا مولر تاکنون ۱۸ کتاب در زمینه‌های رمان، داستان، شعر و مقاله منتشر شده است. همه آثار او به زبان آلمانی هستند.
- زمین‌های پست (ته دره)، ۱۹۸۲
- گذرنامه، ۱۹۸۶
- سرزمین گوجه‌های سبز، ۱۹۹۴
- قرار ملاقات، ۱۹۹۷
- زمین پست، ۲۰۱۲
- گرسنگی و ابریشم ۲۰۰۹
- آونگ نفس، ۲۰۰۹
- اردوگاه عذاب، ۲۰۰۹